# National Football Foundation
La National Football Foundation (NFF) est une organisation à but non lucratif, fondée en 1947 par le général Douglas MacArthur, l'entraîneur légendaire des Army Black Knights Earl Blaik et le journaliste Grantland Rice. Son but est de promouvoir et développer le football américain amateur.